# خالي وصل (مسلسل)

## قصة المسلسل
حلقات متصلة ذات قصة واحدة في إطار كوميدي، تعتمد بشكل أساسي على كوميديا الموقف بعيداً عن الابتذال والإسفاف، تتناول علاقة الخال بابن اخته دعيج من خلال مجموعة من الأحداث الكوميدية، التي تبدأ مع وصول خال الشاب من مصر، ليعيش مع ابن اخته الذي توسم خيراً بقدومه، إلا أن الاحداث تبين أن هذا الخال قد أصبح عبئاً ثقيلاً عليه مما يوقعه في العديد من المواقف الكوميدية الطريفة.

## فريق التمثيل
- طارق العلي.
- حسن حسني.
- فاطمة كشري.
- أمل عباس.
- مريم حسين.
- مي عبد الله.
- سعود الشويعي.
- سعيد سالم.
- سليمان عيد.
- أحمد الفرج.
- سلطان الفرج
- حبيب الحبيب